# Гиппиус, Владимир Иванович
Гиппиус Владимир (Вольдемар) Иванович (18 июня 1847—1918, Петроград) — русский военный деятель, генерал от артиллерии, участник Русско-турецкой войны (1877—1878), один из основателей Ковровского пулеметного завода.

## Биография
Родился 18 июня 1847 года в старинной немецкой семье Гиппиуса Ивана (Джона) Ивановича (1817—1893). Помимо В. И. Гиппиуса в семье было еще трое детей.
После окончания 4-й Московской гимназии семья переехала в Санкт-Петербург, где Владимир Иванович поступил в Михайловское артиллерийское училище, которое окончил в 1868 году. Затем продолжил обучение в Александровской военно-юридической академии, которую окончил в 1876 году.
Службу начал в 1-й Гренадерской артиллерийской бригаде (г. Москва). С 1871 года — в лейб-гвардии 1-й Артиллерийской бригаде (г. Санкт-Петербург), одновременно являлся председателем бригадного суда. С 1878 года — капитан в 4-й батарее лейб гвардии Артиллерийской бригады. Затем был командиром лейб-гвардии 3-й Артиллерийской бригады (г. Варшава) и начальником артиллерии 8-го Армейского корпуса (г. Одесса).
Принимал участие в военных действиях в Малой Азии в кампании 1877 года. В ходе Русско-турецкой войны 1877—1878 годов принимал участие в боевых действиях на кавказском направлении при осаде и взятии крепости Карс, был ранен.
С 1885 года вместе с семьёй проживал в собственном доме № 40 по улице Фурштатской Санкт-Петербурга, архитектором которого являлся Х. Х. Тацки
Во время революции 1905 года командовал артиллерией при подавлении волнений в Москве.
В 1916 году, уже находясь на пенсии, стал одним из инициаторов и учредителей Ковровского пулеметного завода.
Скончался в 1918 году в госпитале в Петрограде, где его прятала от новой власти дочь Людмила, работавшая там медсестрой. Похоронен на Никольском кладбище Александро-Невской лавры.

## Происхождение и семья
Происходил из старого немецкого купеческого рода, известного со времен Ивана IV Грозного. Семья Гиппиус вела свою родословную от Адольфуса фон Гингста, переселенца из Мекленбурга, который по приезде в Москву изменил свою фамилию на Гиппиус и открыл первый в России книжный магазин.
- Отец — Гиппиус, Иван (Джон) Иванович (1817—1893);
- Мать — Гиппиус, Анна Васильевна (Кустер, Йоханна) (1824—1908);
  - Сестра — Гиппиус, Матильда-Каролина Ивановна (1850—?);
  - Брат — Гиппиус, Василий (Вильгельм) Иванович (1853—1918) — первый начальник Переселенческого управления (1896—1902);
  - Брат — Гиппиус, Александр Иванович (1855—около 1918) — генерал-лейтенант, военный губернатор Ферганской области;
- Супруга — Гиппиус (Лихачёва), Елизавета Ивановна (1852—1884) — двоюродная сестра О. В. Палей;
  - Дочь — Савурская (Гиппиус), Марина Владимировна (1881—1942) — жена подполковника А. А. Савурского (1878—1918), умерла во время блокады Ленинграда, похоронена на Смоленском кладбище Санкт-Петербурга;
  - Дочь — Гиппиус, Людмила Владимировна (1883—?);
  - Сын — Гиппиус, Георгий Владимирович (1884—?) — офицер-кавалерист, после революции эмигрировал за границу[3].

## Награды
- Орден Святого Владимира III степени
- Орден Святого Владимира IV степени с мечами и бантом
- Орден Святой Анны II степени
- Орден Святой Анны III степени с мечами и бантом
- Орден Святого Станислава II степени с мечами
- Орден Святого Станислава III степени
- Медали за Русско-турецкую войну 1877—1878 гг. и в память о коронации Их Императорских Величеств.
- Орден Князя Даниила I 4-й степени (Черногория)
- Орден Льва и Солнца III степени (Персия)
- Орден «Святой Александр» IV степени (Болгария)

## Публикации
- Гиппиус В. И. Лейб-гвардии бомбардирская рота в царствование императора Петра Великого: Исторический очерк. — СПб.: Гос. тип., 1883. — 362 с. — 230 экз.
- Гиппиус В. И. Осада и штурм крепости Карса в 1877 г.: Исторический очерк. — СПб.: тип. И. Н. Скороходова, 1885. — 585 с.